# Arnaldo Deodata da Fonseca Rozeira
Arnaldo Deodato da Fonseca Rozeira (São Tomé e Príncipe, 29 d'abril de 1912 — Lordelo do Ouro, 8 de març de 1984), més conegut per Arnaldo Rozeira o Arnaldo Roseira, vas ser un botànic, professor universitari, director de la Facultat de Ciències de la Universitat de Porto i director del Jardí Botànic de Porto.

## Biografia
El 1949 va ser nomenat professor de l'FCUP. El 1957 va presentar una lliçó sobre el tema "Estudos Botânicos nas Ilhas de S. Tomé e Príncipe. Problemas fundamentais" i va ser nomenat professor universitari. Durant la seva carrera acadèmica, va realitzar diverses campanyes de prospecció botànica a São Tomé. El 1960 es va convertir en director de l'Institut de Botànica "Dr. Gonçalo Sampaio", vinculat a l'FCUP. Va dirigir el Jardí Botànic de Porto de 1960 a 1974 i entre el gener i l'abril de 1982. Va dirigir FCUP des d'abril de 1972 fins a l'abril de 1974 i va ser també president de l'Associació de Filosofia Natural de l'FCUP.
Va estar casat amb Maria Irene de Mariz Teixeira amb qui va tenir 10 fills: Arnaldo Eduardo, Maria Irene, António José, Maria do Céu, Augusto Duarte, Nuno Manuel, João Luís, Armando Jorge, Maria da Graça e Paulo Maria de Mariz Roseira. Va ser net de Francisco Lopes Roseira (1825-1905), fundador el 1859 del Colégio de Lamego, i parent de la política portuguesa actual Maria de Belém Roseira.
Arnaldo Rozeira és autor de diversos estudis sobre la flora de São Tomé e Príncipe, Trás-os-Montes i l'Alto Douro, continuando a obra do eminente naturalista Gonçalo Sampaio. Doutorou-se em 1944 com a tese "A flora de Trás-os-Montes e Alto Douro". Desenvolveu um trabalho de referência na classificação científica de plantas e algas, on va descobrir noves espècies vegetals com Lasiodiscus rozeirae.